# 里奇鎮區 (安德森縣)
里奇鎮區（英語：Rich Township）為位在美國堪薩斯州安德森縣的鎮區。2010年美国人口普查中該鎮區人口有288人。

## 地理
里奇鎮區涵蓋面積78.1平方（30.2平方英里），境內擁有一座城鎮：金凱德。根據美國地質調查局的資料，此鎮區擁有2座墓園：金凱德墓園（Kincaid Cemetery）以及芒特宰恩墓園（Mount Zion Cemetery）。

## 人口統計
根據2010年美國人口普查，里奇鎮區人口有288人，人口密度為3.69人/平方公里。種族組成方面，96.88%為白人；0.35%為非裔美洲人；0.35%為美洲原住民；0.35%為亞洲人；0%為太平洋島民；0%為來自其他種族；另外有2.08%來自兩個或以上的種族。而西班牙裔美國人或拉丁美洲人等其他族裔佔該鎮區人口的0.69%。

## 外部連結
- US-Counties.com
- City-Data.com （页面存档备份，存于）